# Diao Xiao Juan
En aquest nom xinès, el cognom és Diao.
Diao Xiao Juan(en xinès: 刁小娟) (15 de març de 1986) és una ciclista de Hong Kong, especialista en el ciclisme en pista. Ha participat en els Jocs Olímpics de Rio de 2016.

## Palmarès en pista
- 2012
  - Campiona d'Àsia en Scratch
- 2013
  -  Campiona de Hong Kong en òmnium
  -  Campiona de Hong Kong en persecució per equips
- 2017
  -  Campiona de Hong Kong en Scratch

### Resultats a laCopa del Món
- 2013-2014
  - 1a a la prova de Guadalajara, en Scratch